# バコール州
バコール州（バコールしゅう、英語、ソマリ語: Bakool、アラビア語: باكول）は、ソマリアの旧行政区画のひとつ。州都はフドゥール。人口は約36万人（2014年推定）。
最近では2014年3月、ソマリア連邦政府およびアフリカ連合ソマリアミッションが州都フドゥールを武装組織アル・シャバブから取り返した。10月29日、バコール州はソマリア連邦政府側の南西ソマリア自治政府に組み込まれることとなった。

## 隣接州
- ソマリ州
- ヒーラーン州
- 下部シェベリ州
- ベイ州
- ゲド州

## 下位区分
バコール州には5つの地区（県、District）が置かれている。人口値は2005年推定。
- El Barde District - 29,179人
- フドゥール地区（英語版）（Hudur District） - 93,049人
- Rabdhure District（Yed Districtとも）  - 37,652人
- Tiyeglow District - 81,053人
- ワジド地区（英語版）（Wajid District） - 69,694人

## 主要都市
- El Barde
- フドゥール（Hudur）
- Qurajome
- Rab Dhuure
- Tiyeglow
- ワジド（Wajid）
- Yeed